# Genetická genealogie

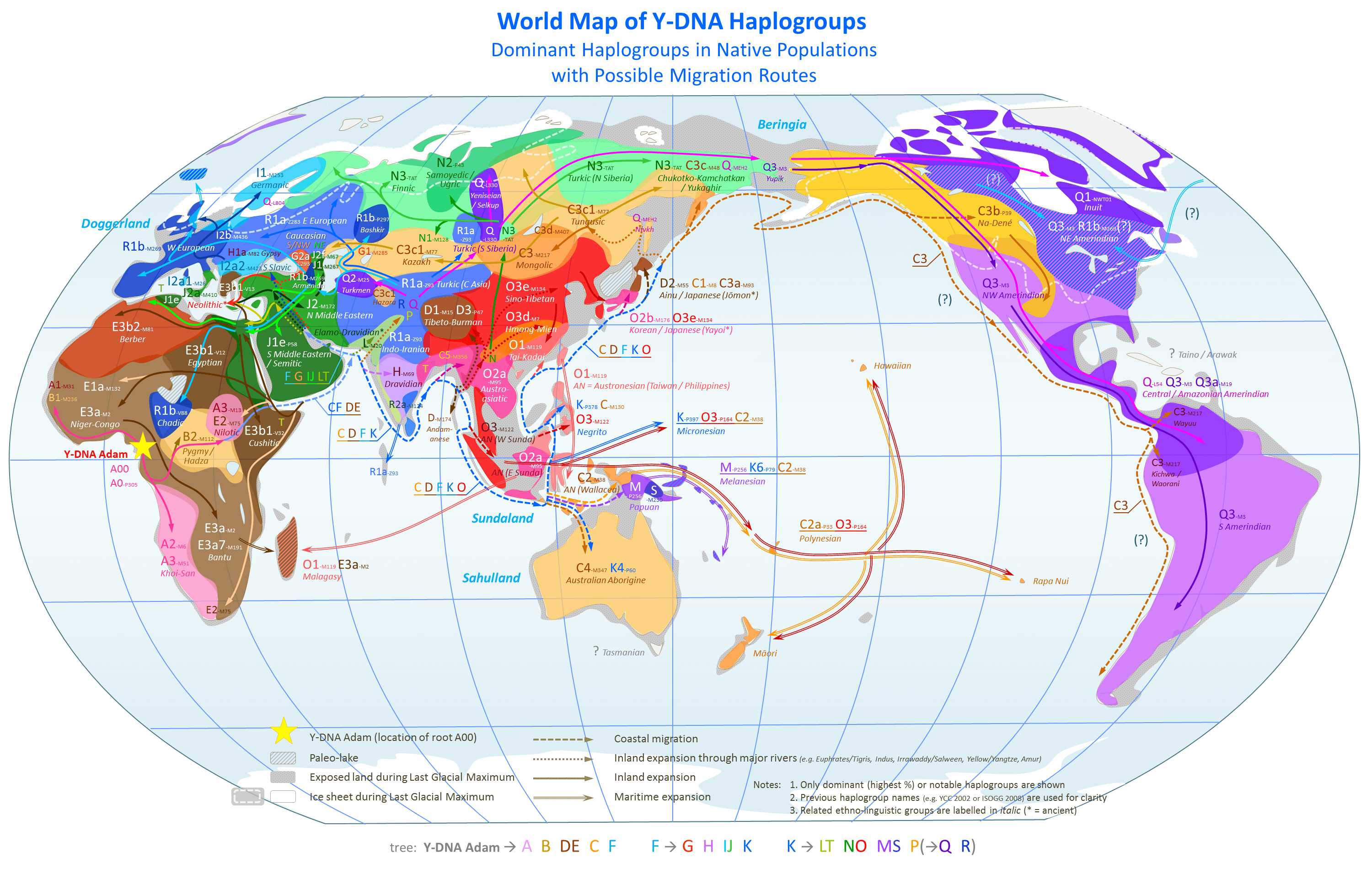
Mapa předpokládaného historického šíření mužské linie lidstva, založená na znalostech o haploskupinách chromozomu Y

Genetická genealogie je vědní disciplína spojující analýzu genetické informace zkoumaných jedinců (sekvenování jejich DNA a interpretace přečtených hodnot) s postupy tradiční genealogie vycházejícími z genealogických a historických pramenů. Cílem genealogie je studium vztahů mezi jednotlivci a nalézání předků, přičemž genetická genealogie poskytuje pro tuto činnost nové nástroje. Díky nim je možné dokazovat nebo vyvracet domnělé příbuzenské vztahy, stejně jako odhalovat vztahy nové (v některých případech – u otcovské a mateřské linie – dokonce zasahující i hlouběji do minulosti než písemné prameny) a získávat obecnější informace o původu předků zkoumaného jedince v rámci populační genetiky.

## Postupy
Typickým postupem v genetické genealogii je provedení genealogického testu DNA za účelem určení úrovně a typu genetické příbuznosti mezi jednotlivci. Komerční nabídka genetických testů za dostupné ceny vedla v prvním desetiletí 21. století k popularizaci genetické genealogie, zejména pak mezi již aktivními genealogy a nejvíce ve Spojených státech amerických. První společností nabízející komerční testy DNA pro genealogy byla texaská Family Tree DNA. Odhaduje se, že do počátku roku 2020 si genealogický test DNA udělalo už asi 30 milionů lidí. Výzkum DNA pro účely genealogie propagují po světě skupiny nadšenců, sdružených typicky podle společného příjmení či zájmového regionu, stejně jako vědecké týmy realizující výzkumné projekty (včetně analýzy DNA již zemřelých osob).

### Odběr a zpracování vzorku

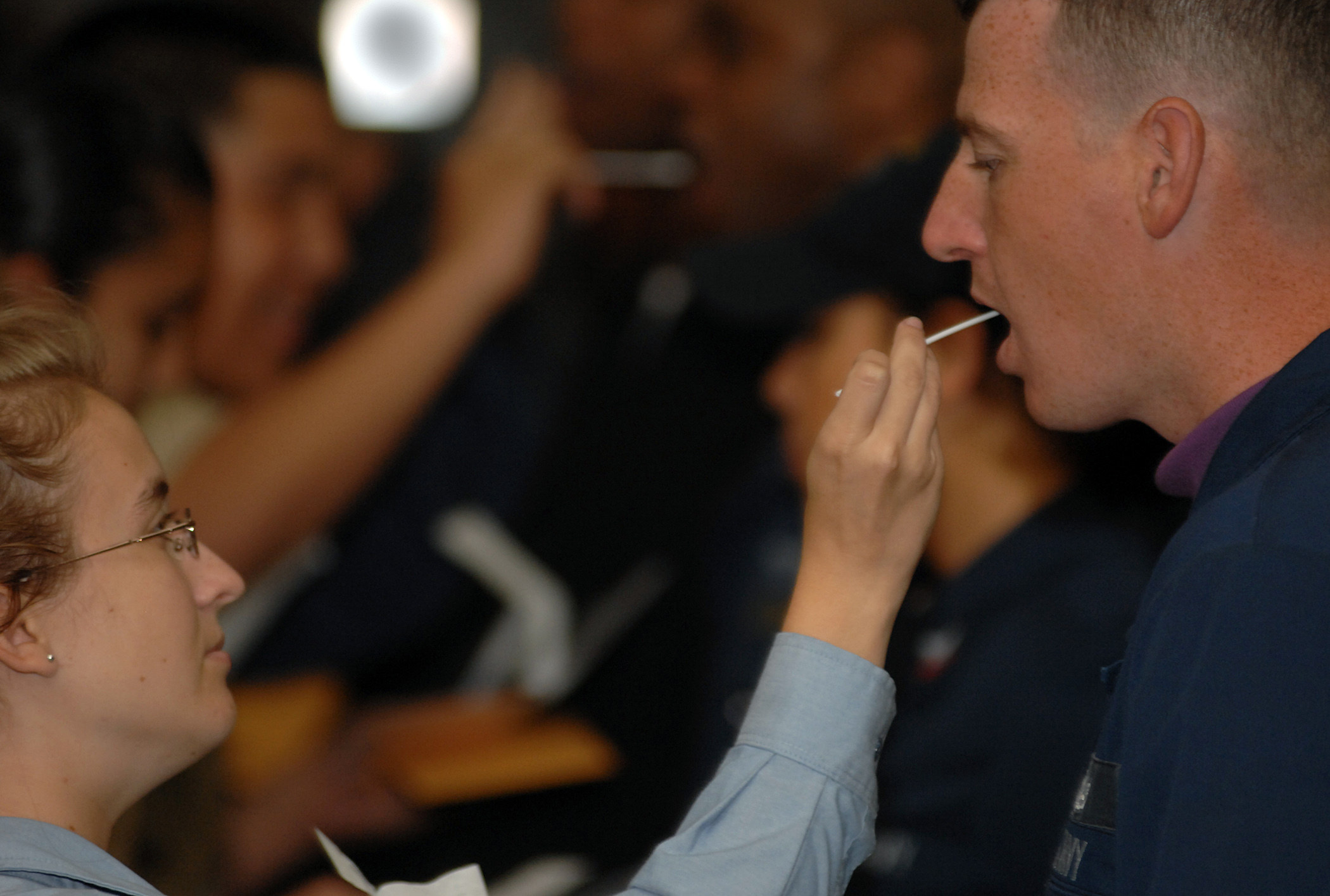
Odběr vzorku DNA ze stěny dutiny ústní prostřednictvím vatové tyčinky

Odběr vzorku DNA pro genetický test typicky provádí sám zkoumaný jedinec bezbolestným stěrem z dutiny ústní nebo poskytnutím vzorku slin. Samotné čtení genetické informace v tomto materiálu obsažené pak provádějí specializované genetické laboratoře, z nichž mnohé tuto službu nabízejí na komerční bázi a doplňují ji vlastními analýzami a prohledávatelnými databázemi výsledků svých klientů. V případě nalezení stejného nebo podobného profilu DNA (tzv. „shoda“) u dvou jedinců lze z výsledku odhadnout stupeň příbuznosti, resp. vzdálenost k nejbližšímu společnému předku v generacích či letech, a také blíže specifikovat rodové linie, které k tomuto společnému předkovi vedou (podle typu prováděného testu).

### Využití v genealogickém bádání
Genetická genealogie může obohatit tradiční genealogické bádání ve čtyřech základních oblastech:
1. Určení oblasti původu předků a s tím související nasměrování dalšího genealogického bádání;
2. Nalezení žijících příbuzných (kteří se též nechali otestovat a jejich vzorky se nachází ve stejné databázi);
3. Potvrzení či vyvracení hypotéz o identitě předků a příbuznosti rodin v případě absence písemných pramenů (např. předmatriční období);
4. Hledání pravých předků a dodatečné potvrzení či vyvrácení pochybností o původu (např. identita otce nemanželského dítěte).

## Druhy genetických testů

Dědičnost chromozomu Y

Informace využitelné v genetické genealogii se získávají zejména prostřednictvím tří základních typů genealogických testů DNA, z nichž každý se věnuje studiu jiné části lidského genomu:
Test chromozómu Y (Y-DNA) sleduje otcovskou linii a provádět ho lze tedy pouze mužům. Tento test bývá často využíván pro ověření příbuznosti dvou jedinců nesoucích stejné či podobné příjmení. Genetická informace obsažená v chromozomu Y se mění jen relativně pomalu a její přečtení tak umožní přesné zařazení dotyčné otcovské linie do genetického stromu mužských linií sahajícího od nejstarších lidí až po dnešní dobu a s tím související sledování historických populačních migrací.

Dědičnost mitochondriální DNA

Test mitochondriální DNA (mtDNA) sleduje mateřskou linii a provádět ho lze mužům i ženám. Tento test nachází v genetické genealogii využití zejména jako dodatečný zdroj informací při zkoumání určité hypotézy již formulované na základě jiného typu testu. Množství genetické informace v mitochondriích je poměrně malé a tato informace mutuje jen velmi pomalu. Se znalostí této informace je možné mateřskou linii konkrétního jedince zařadit do genetického stromu mateřských linií, vycházejícího od nejstarších lidí, a sledovat prapůvod jednotlivých mateřských linií (tzv. Sedm dcer Eviných).

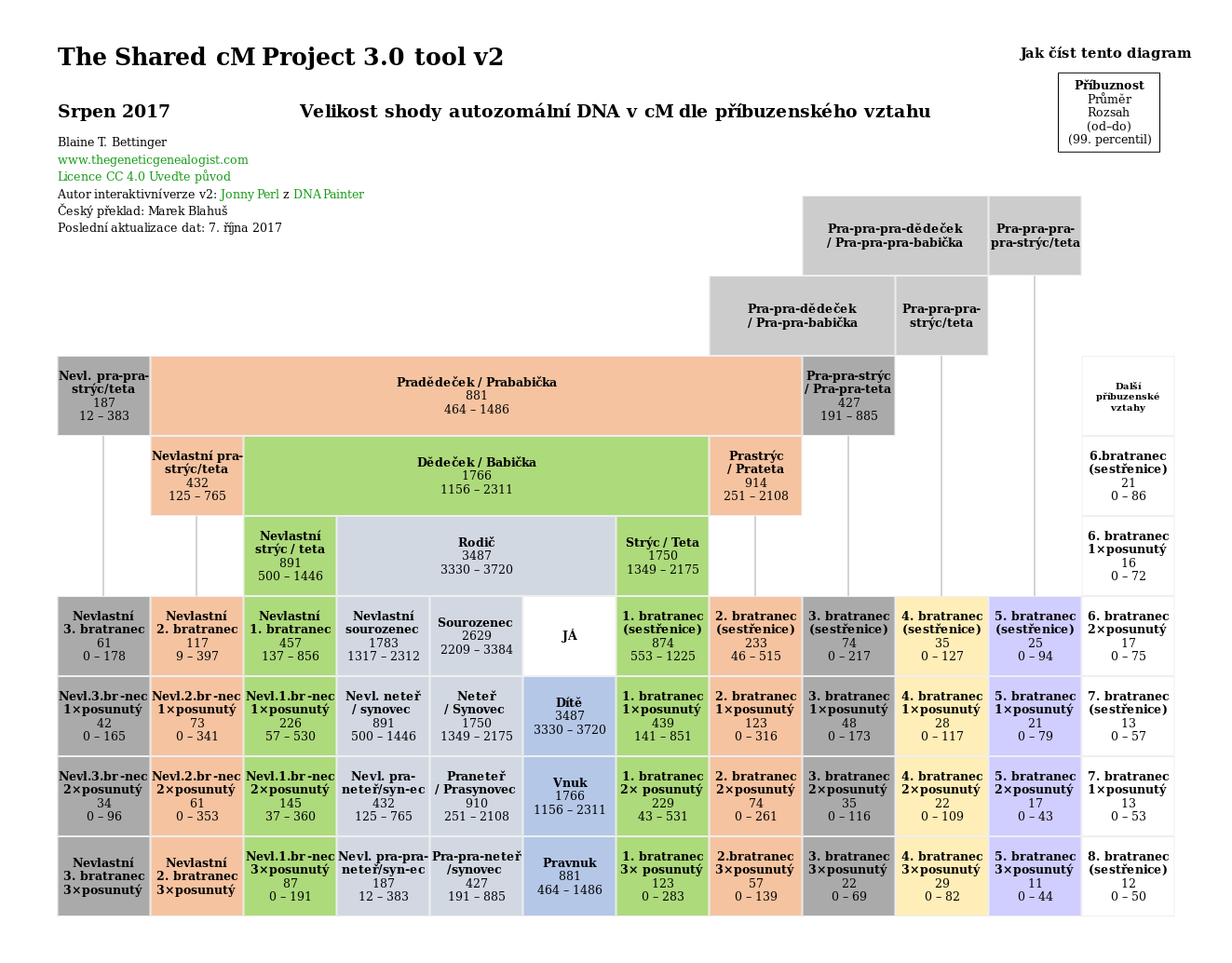
Graf znázorňující množství sdílené autozomální DNA odpovídající jednotlivým příbuzenským vztahům (přibližně 3487 cM odpovídá 50 % sdílené DNA, tj. vztahu rodič-dítě).

Test autozomální DNA (atDNA) zachycuje ve svých výsledcích původ všech linií předků v nedávné minulosti, tedy není omezen na konkrétní rodové linie. Vzhledem k exponenciálnímu růstu počtu předků jedince v jednotlivých generacích (2, 4, 8, 16…) se ovšem již v případě nejbližšího společného předka před 6 a více generacemi (tj. přibližně 200 lety) stávají segmenty DNA společné dvěma jeho dnešním potomkům tak malé, že jen na základě jejich shody přestává již být možné nedávný společný původ a tedy i relativně blízkou příbuznost zkoumaných osob spolehlivě prokázat. Těmito testy lze však srovnáním v databázích obvykle získat největší množství osob se sdílenou částí genetické informace (tzv. „shod“), což jej činí mezi veřejností nejpopulárnějším typem testování. Protože však bez dalších znalostí není z výsledku možné konkrétní rodové linie vedoucí ke společnému předku zjistit, je pro určení zdroje podobnosti výsledků mezi dvěma osobami nutné provést srovnání jejich co nejúplnějších vývodů.

## Česko
V roce 2004 v českém překladu vyšla nejznámější kniha o genetické genealogii Sedm dcer Eviných od britského genetika Bryana Sykese. Tento průkopník oboru v ní popularizuje lidskou mitochondriální genetiku a prostřednictvím analýzy DNA se snaží hledat pojítko mezi moderním člověkem a jeho pravěkými předky.
Od roku 2007 běží v Česku vědecký projekt Genetika a příjmení, jehož cílem je hledat souvislosti mezi českými příjmení a genetickým profilem jejich nositelů (haplotypem chromozomu Y); v rámci toho projekt dobrovolníkům nabízí bezplatné stanovení Y-haplotypu s přesností na 23 markerů. Nositelem projektu je Kriminalistický ústav.
Genetická genealogie je tématem diskuzí v několika českých internetových diskuzních fórech a příležitostně se o ní pořádají přednášky. Největším internetovým fórem na toto téma je skupina „Genetická genealogie“ na sociální síti Facebook. Genetická genealogie bývá též zařazována do programu některých obecných genealogických kurzů. První česká monografie o genetické genealogii vyšla v roce 2015. V březnu 2018 byla genetická genealogie tématem dílu televizního pořadu Historie.cs.
V prosinci 2015 provedlo Centrum slovanské archeologie Moravského zemského muzea pod vedením archeologa Luďka Galušky odběr DNA dobrovolníků z řad obyvatel Uherského Hradiště a okolí se záměrem zjistit metodami genetické genealogie, zda se mezi současnou populací nacházejí osoby rodově spřízněné s Velkomoravany, jejichž kosterní pozůstatky byly v polovině 20. století nalezeny archeologem Vilémem Hrubým v lokalitě Špitálky v Uherském Hradišti–Sadech. Dle dílčích výsledků se u několika stovek hrobů nakonec podařilo v rámci výzkumu určit až 17 markerů chromozomu Y tam pohřbeného jedince a srovnáním těchto údajů s profily zapojených dobrovolníků se ukázalo, že třináct z nich má stejný haplotyp jako některý z jedinců z tohoto středověkého pohřebiště.

## Poskytovatelé testů a databází
Genetické testování pro účely genealogie na komerční bázi nabízí množství společností, zejména z USA, z nichž většina doručuje i do České republiky. Nabídka českých genetických laboratoří se těmto zahraničním subjektům kvůli malé velikosti trhu nevyrovná cenou ani rozsahem poskytovaných služeb. Většina testovacích společností zároveň provozuje i prohledávatelnou databázi výsledků takových testů, v níž je možno najít další osoby, které s dotyčnou zkoumanou osobou sdílejí část DNA a je tedy pravděpodobné, že se jedná o příbuzné. Tyto osoby je pak obvykle možno kontaktovat nebo si prohlédnout jejich rodokmen, zveřejnily-li ho. Výsledky testů od jedné společnosti lze za určitých podmínek nahrávat i do databází jiných společností a získat tak srovnání s větším spektrem testovaných osob a případně též další analýzy a služby. Některé společnosti se zaměřují pouze na testování a vlastní databázi neprovozují, některé webové stránky jsou naopak pouze databází resp. nástrojem pro analýzu výsledků z jiných společností, aniž by samy nabízely testování.
Mezi nejvýznamnější poskytovatele testování a databází pro genetickou genealogii patří:
- Ancestry.com (propojeno s on-line tvorbou rodokmenů)
- Family Tree DNA (nabízí rovněž pokročilé testy Y-DNA a mtDNA)
- Living DNA (součástí je i omezený test Y-DNA a mtDNA)
- MyHeritage (propojeno s on-line tvorbou rodokmenů)
- 23andMe (součástí je i omezený test Y-DNA a mtDNA)

V Česku nejoblíbenější jsou testy od společností Family Tree DNA a MyHeritage, jejichž výsledky jsou navíc vzájemně kompatibilní, protože testování probíhá ve stejné laboratoři.
Významným poskytovatelem testů Y-DNA je též německá společnost YSEQ. Významnou databází bez vlastního testování (umožňuje nahrávání výsledků od jiných společností) je GEDmatch. Specifická pro české a slovenské prostředí je Genebáze, jejíž součástí jsou databáze českých a slovenských výsledků testů Y-DNA (Y-STR) a mtDNA, jejichž hlavním zdrojem dat je český vědecký projekt Genetika a příjmení.